# Polyommatus
Polyommatus là một chi bướm. Các loài trong chi này được tìm thấy ở Cổ Bắc giới. Các nghiên cứu phân tử gần đây đã chứng tỏ rằng Cyaniris và Lysandra là các chi riêng biệt với chi Polyommatus, trước đây chúng được nhập vào chi này.

## Các loài
- Polyommatus achaemenes (Skala, 2002)
- Polyommatus actinides (Staudinger, 1886)
- Polyommatus actis (Herrich-Schäffer, 1851)
- Polyommatus admetus (Esper, 1785)
- Polyommatus aedon (Christoph, 1887)
- Polyommatus afghanicus (Forster, 1973)
- Polyommatus afghanistana (Forster, 1972)
- Polyommatus ahmadi (Carbonell, 2001)
- Polyommatus alcestis (Zerny, 1932)
- Polyommatus aloisi (Bálint, 1988)
- Polyommatus altivagans (Forster, 1956)
- Polyommatus amanda (Schneider, 1792)
- Polyommatus amor (Lang, 1884)
- Polyommatus annamaria (Tutt, 1909)
- Polyommatus anthea (Grum-Grshimailo, 1890)
- Polyommatus anticarmon (Koçak, 1983)
- Polyommatus antidolus (Rebel, 1901)
- Polyommatus arasbarani (Carbonell et Naderi, 2000)
- Polyommatus ardschira (Brandt, 1938)
- Polyommatus ariana (Tutt, 1909)
- Polyommatus aroaniensis (Brown, 1976) Grecian Anomalous Blue
- Polyommatus artvinensis (Carbonell, 1997)
- Polyommatus aserbeidschanus (Forster, 1956)
- Polyommatus atlantica (Elwes, 1905)
- Polyommatus attalaensis (Carbonell et al., 2004)
- Polyommatus avinovi (Shchetkin, 1980)
- Polyommatus baltazardi (de Lesse, 1963)
- Polyommatus barmifiruze (Carbonell, 2000)
- Polyommatus baytopi (de Lesse, 1959)
- Polyommatus bellis (Freyer, 1845)
- Polyommatus bilgini (Dantchenko et Lukhtanov, 2002)
- Polyommatus bilucha (Moore, 1884)
- Polyommatus birunii (Eckweiler et ten Hagen, 2001)
- Polyommatus biton (Sulzer, 1776)
- Polyommatus bogra Tshikolovets, 1992
- Polyommatus boisduvalii (Herrich-Schäffer, 1844)
- Polyommatus buzulmavi (Carbonell, 1992)
- Polyommatus caeruleus (Staudinger, 1871)
- Polyommatus carmon (Herrich-Schäffer, 1851)
- Polyommatus carmonides (de Lesse, 1960)
- Polyommatus celina (Austaut, 1879)
- Polyommatus chitralensis (Oberthür, 1910)
- Polyommatus cilicius (Carbonell, 1998)
- Polyommatus ciloicus (Tutt, 1909)
- Polyommatus coelestina (Eversmann, 1843)
- Polyommatus cornelia (Gerhard, 1851)
- Polyommatus corona (Verity, 1936)
- Polyommatus csomai (Forster, 1938)
- Polyommatus cyane (Eversmann, 1837)
- Polyommatus cyaneus (Staudinger, 1899)
- Polyommatus dagestanicus (Forster, 1960)
- Polyommatus dagmara (Grum-Grshimailo, 1888)
- Polyommatus dama (Staudinger, 1891) Mesopotamian Blue
- Polyommatus damocles (Herrich-Schäffer, 1844)
- Polyommatus damon (Denis et Schiffermüller, 1775)
- Polyommatus damone (Eversmann, 1841)
- Polyommatus damonides (Staudinger, 1899)
- Polyommatus dantchenkoi (Lukhtanov & Wiemers, 2003)
- Polyommatus daphnis (Denis et Schiffermüller, 1775)
- Polyommatus darius (Eckweiler & ten Hagen, 1998)
- Polyommatus deebi (Larsen, 1974)
- Polyommatus demavendi (Pfeiffer, 1938)
- Polyommatus dezinus (de Freina et Witt, 1983)
- Polyommatus diana (Miller, 1912)
- Polyommatus dizinensis (Schurian, 1982)
- Polyommatus dolus (Hübner, 1823) Furry Blue
- Polyommatus dorylas (Denis et Schiffermüller, 1775)
- Polyommatus dux (Tutt, 1909)
- Polyommatus ectabanensis (de Lesse, 1963)
- Polyommatus elbursicus (Forster, 1956)
- Polyommatus elena Stradomsky & Arzanov, 1999
- Polyommatus ellisoni (Pfeiffer, 1931)
- Polyommatus elvira (Eversmann, 1854)
- Polyommatus erigone (Grum-Grshimailo, 1890)
- Polyommatus eriwanensis (Forster, 1960)
- Polyommatus ernesti (Eckweiler, 1989)
- Polyommatus eroides (Frivaldszky, 1835)
- Polyommatus eros (Ochsenheimer, 1808)
- Polyommatus erotides (Kurentzov, 1970)
- Polyommatus erotulus (Lang, 1884)
- Polyommatus erschoffi (Lederer, 1869)
- Polyommatus escheri (Hübner, 1823)
- Polyommatus esfahensis (Carbonell, 2000)
- Polyommatus eurypilus (Freyer, 1852)
- Polyommatus evansi (Forster, 1956)
- Polyommatus everesti (Grum-Grshimailo, 1890)
- Polyommatus fabiani (Staudinger, 1899)
- Polyommatus fabressei (Oberthür, 1910) Oberthür's Anomalous Blue
- Polyommatus fatima (Eckweiler et Schurian, 1980)
- Polyommatus femininoides (Eckweiler, 1987)
- Polyommatus firdussii (Forster, 1956)
- Polyommatus forresti (Kurentzov, 1970)
- Polyommatus forsteri (Pfeiffer, 1938)
- Polyommatus fraterluci (Grum-Grshimailo, 1890)
- Polyommatus frauvartianae (Lederer, 1870)
- Polyommatus fulgens (Sagarra, 1925) Catalonian Furry Blue
- Polyommatus glaucias (Lederer, 1870)
- Polyommatus golgus (Hübner, 1813) Sierra Nevada Blue
- Polyommatus gorbunovi (Eckweiler, 1989)
- Polyommatus guezelmavi (Olivier, Puplesiene, van der Poorten, de Prins & Wiemers, 1999)
- Polyommatus haigi (Dantchenko et Lukhtanov, 2002)
- Polyommatus hamadanensis (de Lesse, 1959)
- Polyommatus hispana (Herrich-Schäffer, 1852) Provence Chalkhill Blue
- Polyommatus hopfferi (Herrich-Schäffer, 1851)
- Polyommatus huberti (Carbonell, 1993)
- Polyommatus humedasae (Toso et Balletto, 1976) Piedmont Anomalous Blue
- Polyommatus hunza (Grum-Grshimailo, 1890)
- Polyommatus icadius (Grum-Grshimailo, 1890)
- Polyommatus icarus (Rottemburg, 1775) Common Blue
- Polyommatus igisizilim (Dantchenko, 2000)
- Polyommatus interjectus (De Lesse, 1960)
- Polyommatus iphicarmon (Courvoisier, 1913)
- Polyommatus iphidamon (Staudinger, 1899)
- Polyommatus iphigenia (Herrich-Schäffer, 1847)
- Polyommatus iphigenides (Staudinger, 1886)
- Polyommatus iranicus (Forster, 1938)
- Polyommatus isauricoides (Gerhard, 1851)
- Polyommatus ischkaschimicus (de Lesse, 1957)
- Polyommatus juldusa (Staudinger, 1886)
- Polyommatus juno (Grum-Grshimailo, 1891)
- Polyommatus kamtshadalis (Sheljuzhko, 1933)
- Polyommatus kanduli (Dantchenko et Lukhtanov, 2002)
- Polyommatus karindus (Riley, 1921)
- Polyommatus kashgharensis (Grum-Grshimailo, 1891)
- Polyommatus kendevani (Forster, 1956)
- Polyommatus khorasanensis (Carbonell, 2001)
- Polyommatus khoshyeilagi (Blom, 1979)
- Polyommatus klausschuriani (ten Hagen, 1999)
- Polyommatus kurdistanicus (Forster, 1961)
- Polyommatus lanka Moore 1877
- Polyommatus larseni (Carbonell, 1994)
- Polyommatus lorestanus (Eckweiler, 1997)
- Polyommatus lycius (Carbonell, 1996)
- Polyommatus magnifica (Grum-Grshimailo, 1885)
- Polyommatus marcida (Lederer, 1870)
- Polyommatus melamarina (Dantchenko, 2000)
- Polyommatus melanius (Staudinger, 1886)
- Polyommatus menalcas (Freyer, 1837)
- Polyommatus menelaos (Kurentzov, 1970)
- Polyommatus meoticus (Ochsenheimer, 1808)
- Polyommatus merhaba (de Prins, van der Poorten, Borie, Oorschot, Riemis & Coenen, 1991)
- Polyommatus miris (Staudinger, 1881)
- Polyommatus mithridates (Toso et Balletto, 1976)
- Polyommatus mofidi (de Lesse, 1963)
- Polyommatus molleti (Carbonell, 1994)
- Polyommatus morgani (Le Cerf, 1909)
- Polyommatus muetingi (Bálint, 1992)
- Polyommatus myrrha (Herrich-Schäffer, 1851)
- Polyommatus nadira (Moore, 1884)
- Polyommatus nekrutenkoi (Dantchenko et al., 2004)
- Polyommatus nephohiptamenos (Brown et Coutsis, 1978) Higgins's Anomalous Blue
- Polyommatus ninae (Forster, 1956)
- Polyommatus nivescens (Keferstein, 1851) Mother-of-pearl Blue
- Polyommatus nuksani (Forster, 1937)
- Polyommatus olympicus (Lederer, 1852)
- Polyommatus paulae (Wiemers & De Prins, 2004)
- Polyommatus peilei (Le Cerf, 1909)
- Polyommatus pfeifferi (Brandt, 1938)
- Polyommatus phillipi (Lederer, 1852)
- Polyommatus phyllides (Staudinger, 1886)
- Polyommatus phyllis (Christoph, 1877)
- Polyommatus pierceae (Lukhtanov et Dantchenko, 2002)
- Polyommatus pierinoi (Grum-Grshimailo, 1890)
- Polyommatus polonus (Schurian et Hofmann, 1983)
- Polyommatus poseidon (Herrich-Schäffer, [1851])
- Polyommatus poseidonides (Staudinger, 1886)
- Polyommatus posthumus (Christoph, 1877)
- Polyommatus pseudactis (Forster, 1960)
- Polyommatus pseuderos (Kurentzov, 1970)
- Polyommatus pseudoxerxes (Forster, 1956)
- Polyommatus pulchella (Bernard, 1951)
- Polyommatus putnami (Dantchenko et Lukhtanov, 2002)
- Polyommatus ripartii (Freyer, 1830) Ripart's Anomalous Blue
- Polyommatus rjabovi (Forster, 1960)
- Polyommatus rovshani (Christoph, 1877)
- Polyommatus sagratrox (Aistleitner, 1986)
- Polyommatus schuriani (Rose, 1978)
- Polyommatus semiargus (Rottemburg, 1775)
- Polyommatus sennanensis (de Lesse, 1959)
- Polyommatus sertavulensis (Koçak, 1979)
- Polyommatus shahrami (Skala, 2001)
- Polyommatus shamil (Dantchenko, 2000)
- Polyommatus sheikh (Dantchenko, 2000)
- Polyommatus sigberti (Olivier, Poorten, Puplesiene & de Prins, 2000)
- Polyommatus singalensis Moore, 1877
- Polyommatus stigmatifera (Ochsenheimer, 1808)
- Polyommatus stoliczkanus (Felder et Felder, 1865)
- Polyommatus surakovi (Koçak, 1996)
- Polyommatus sutleja (Moore, 1882)
- Polyommatus syriaca (Tutt, 1914)
- Polyommatus tankeri (de Lesse, 1960)
- Polyommatus tenhageni Schurian & Eckweiler, 1999
- Polyommatus theresiae (Schurian & van Oorschot & van den Brink, 1992)
- Polyommatus thersites (Cantener, 1834) Chapman's Blue
- Polyommatus transcaspicus (Staudinger, 1899)
- Polyommatus tshetverikovi (Ochsenheimer, 1808)
- Polyommatus tsvetaevi (Forster, 1961)
- Polyommatus turcicolus (Koçak, 1977)
- Polyommatus turcicus (Koçak, 1977
- Polyommatus valiabadi (Rose et Schurian, 1977)
- Polyommatus vanensis (de Lesse, 1957)
- Polyommatus venus (Staudinger, 1886)
- Polyommatus violetae (Gómez-Bustillo, Expósito & Martínez, 1979) Andalusian Anomalous Blue
- Polyommatus vittatus (Oberthür, 1892)
- Polyommatus wagneri (Forster, 1956)
- Polyommatus xerxes (Forster, 1956)
- Polyommatus yurinekrutenko (Koçak, 1996)
- Polyommatus zamotajlovi (Shchurov et Lukhtanov, 2001)
- Polyommatus zapvadi (Carbonell, 1993)
- Polyommatus zarathustra (Eckweiler, 1997)
- Polyommatus zardensis (Schurian et ten Hagen, 2001)

## Đồng nghĩa
- Nomiades Hübner, [1819]
- Hirsutina Tutt, 1909
- Bryna Evans, 1912
- Uranops Hemming, 1929
- Paragrodiaetus Rose & Schurian, 1977
- Glaucolinea Wang & Rehn

## Phân chi
- Polyommatus
- Agrodiaetus Hübner, 1822
- Meleageria Sagarra, 1925
- Plebicula Higgins, 1969
- Neolysandra Koçak, 1977